# 琳赛·本科
琳赛·本科（英語：Lindsay Benko，1976年11月29日—），美国女子游泳运动员，主攻自由泳和仰泳。她曾代表美国参加2000年和2004年夏季奥林匹克运动会游泳比赛，获得二枚金牌和一枚银牌。